# Nakajima E8N
Nakajima E8N (Розвідувальний гідролітак Тип 95) — серійний розвідувальний поплавковий гідролітак Імперського флоту Японії періоду 1930-х років та Другої світової війни.
Кодова назва союзників — «Дейв» (англ. Dave)

## Історія створення
Кораблі Імперського флоту Японії, зазвичай, оснащувались розвідувальними гідролітаками двох типів: легкими 2-місними близької дії та важкими 3-місними далекої дії. Відповідно до специфікації 7-Сі у 1934 році був прийнятий на озброєння 3-місний літак Kawanishi E7K, який замінив застарілі Yokosuka E1Y та Kawanishi E5K.
Для заміни двомісних Nakajima E2N та Nakajima E4N у 1933 році були сформульовані технічні вимоги 8-Ci. Новий літак повинен був стартувати зі стандартних флотських катапульт і мати маневреність, не гіршу, ніж у винищувача.
У конкурсі взяли участь фірми Kawanishi, Aichi та Nakajimi, проєкти яких отримали позначення E8K, E8A та E8N відповідно. Прототип фірми Kawanishi показав результати, гірші, ніж у попередника E4Y і у лютому 1934 року був відхилений флотом. Основне суперництво розгорілось між літаками фірм Aichi та Nakajima.
Літак фірми Nakajima, розроблений під керівництвом Кісіро Мацуо, був модернізацією E4N2, та отримав заводське позначення MS. Це був біплан змішаної конструкції: фюзеляж та крило були суцільнометалевими, хвостова частина обшивалась полотном. Літак був встановлений на один центральний та два допоміжні поплавки. Як і у попередника E4N, зберігалась можливість встановлення колісного шасі, але такий варіант ніколи не застосовувався. Літак був оснащений двигуном Nakajima Kotobuki 2 Kai 1 потужністю 585 к.с., який обертав дволопасний гвинт постійного кроку. Озброєння літака складалось з курсового 7,7-мм кулемета «Тип 97» та 7,7-мм кулемета «Тип 92» в кабіні стрільця. Крім того, літак міг нести дві 30-кг бомби на зовнішній підвісці.
Заводські випробування розпочались навесні 1934 року, пройшли успішно, і фірма розпочала будівництво шести дослідних взірців, які були ретельно випробувані. На початку 1935 року 2 прототипи були відправлені на порівняльні флотські випробування, на яких переможцем був визнаний E8N. Літак показав результати, подібні до конкурента E8A, основними аргументами на користь E8N були прекрасна маневреність, легкість пілотування, простота та надійність в експлуатації.
В жовтні 1935 року літак був прийнятий на озброєння під назвою «Розвідувальний гідролітак Тип 95 Модель 1» (або E8N1) і запущений в серійне виробництво. 1938 року у зв'язку зі зрослим попитом на військові літаки виробництво E8N1 було розгорнуте також на заводах фірми Kawanishi.
Згодом була розроблена вдосконалена модель E8N2, на який було встановлено потужніший двигун Nakajima Kotobuki 2 KAI 2 (630 к.с.). До 1940 року було виготовлено 755 літаків всіх модифікацій.

## Тактико-технічні характеристики (E8N2)

### Технічні характеристики
- Екіпаж: 2 чоловік
- Довжина: 8,81 м
- Висота: 3,84 м
- Розмах крила: 10,98 м
- Площа крила: 26,50 м²
- Маса пустого: 1 320 кг
- Маса мпорядженого: 1 900 кг
- Навантаження на крило: 71.7 кг/м²
- Двигун: 1 х Nakajima Kotobuki 2 KAI 2
- Потужність: 630 к. с.
- Питома потужність: 3 кг/к.с.

### Льотні характеристики
- Максимальна швидкість: 301 км/г
- Крейсерська швидкість: 186 км/г
- Практична дальність: 904 км
- Практична стеля: 7 270 м
- Швидкість підйому: на 3000 м — 6 хв. 31 с.

### Озброєння
- Кулеметне
  - 1 x 7,7-мм кулемет «Тип 97»
  - 1 x 7,7-мм кулемет «Тип 92»
- Бомбове 2 x 30 кг бомб

## Модифікації
- E8N1 — початковий варіант з двигуном Nakajima Kotobuki 2 Kai 1 (585 к.с.)
- E8N2 — покращений варіант з двигуном Nakajima Kotobuki 2 Kai 2 (630 к.с.)

## Історія використання

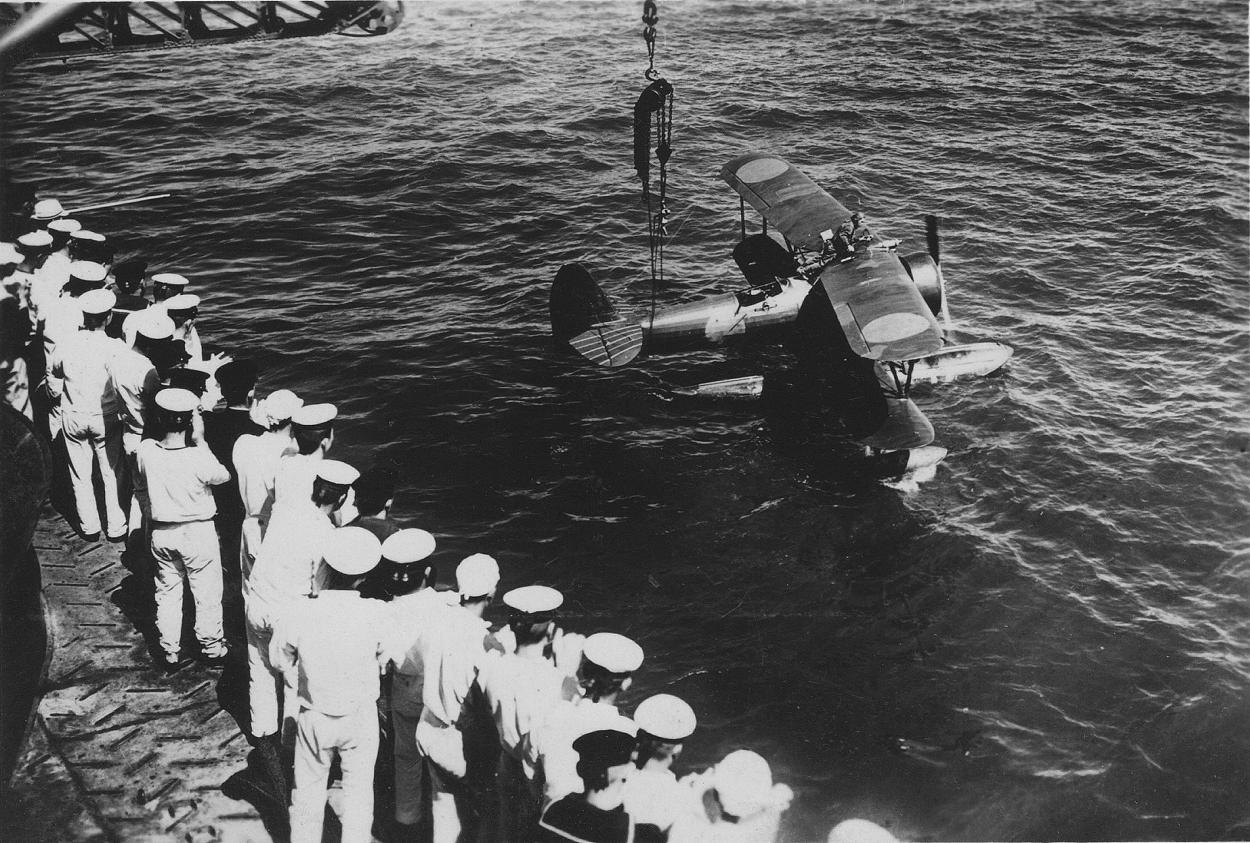
Підняття E8N на борт крейсера.

Розвідники E8N стали надходити на флот у 1936 році. Вони базувались переважно на лінкорах та важких крейсерах, де виконували функції коригування вогню важкої артилерії.
Вперше у бойових діях E8N були задіяні під час японсько-китайська війни, де вони виконували розвідку та коригування вогню, але часом використовувались як пікірувальники і навіть винищувачі. При цьому декілька літаків були збиті китайськими винищувачами.
З початком війни на Тихому океані літаки E8N поступово виводились з частин першої лінії та замінювались новими Aichi E13A та Mitsubishi F1M, але у перший рік війни все ще застосовувались на ряді кораблів.
Так, під час битви в Яванському морі 27 лютого 1942 року розвідники E8N з крейсерів «Наті» та «Хагуро» успішно коригували вогонь японських крейсерів, що призвело до перемоги японського флоту.
9 квітня 1942 року розвідники E8N з лінійного крейсера «Харуна» помітили за 65 миль від Цейлону британський авіаносець «Гермес». За даними розвідника був удар японської палубної авіації, внаслідок чого авіаносець було потоплено.
19 квітня 1942 року радянський транспорт «Ангарстрой», який йшов з Петропавловська у Владивосток, був помічений японською ескадрою. Літак E8N з лінкора «Наґато» скинув на палубу вимпел з текстом японською та англійською мовами з вимогою змінити курс. Незабаром «Ангарстрой» був потоплений підводним човном.
Надалі літаки E8N брали участь у бойових діях на островах Південно-Східної Азії. Останньою великою битвою, де застосовувались E8N, була битва за Мідвей, де ці літаки здійснювали розвідку.
Після цього E8N остаточно стали літаками другої лінії, і використовувались як зв'язкові та навчальні літаки. До 1945 року вони зникли також з навчальних частин.

### В арміях інших країн
У 1938 році Таїланд замовив в Японії 18 літаків E8N. Літаки надійшли у Таїланд у 1940 році. Вони брали участь у бойових діях, здійснюючи патрулювання узбережжя в районі кордону з Камбоджею, але у з ворожими літаками не стикались і прослужили до 1946 року.
Один E8N був переданий Німеччині. У лютому 1941 року поблизу Маріанських островів японський флот передав літак німецькому допоміжному крейсеру «Оріон», який здійснював рейдерські операції в Індійському та Тихому океанах. Літак пофарбували в кольори британських ВПС, що дозволяло безперешкодно вести дальню розвідку. Під час походу був потоплений транспорт «Chaucer». Подальша доля E8N невідома.